# Arthur Pic
Arthur Pic (ur. 5 października 1991 roku w Montélimar) – francuski kierowca wyścigowy. Brat Charlesa Pica – kierowcy Formuły 1 w latach 2012-2013.

## Życiorys

### Formuła Renault 1.6
Francuz karierę rozpoczął w roku 2004, od startów w kartingu. W 2007 roku przeszedł do wyścigów samochodów jednomiejscowych, debiutując w Belgijskiej Formule Renault 1.6. Sezon później ścigał się w Formule Renault Academy. Już w pierwszym podejściu sięgnął w niej po tytuł mistrzowski.

### Formuła Renault 2.0
W roku 2009 rywalizował w europejskich oraz południowo-zachodnich mistrzostwach Formuły Renault. We francuskiej ekipie SG Formula zmagania zakończył odpowiednio na 10. i 6. miejscu w końcowej klasyfikacji. W kolejnym sezonie przeniósł się do innej francuskiej stajni – Tech 1 Racing. W ciągu szesnastu wyścigów Arthur ośmiokrotnie stanął na podium, z czego czterokrotnie na najwyższym stopniu, Sięgnął również po siedem pole position. W wyniku słabszej końcówki sezonu Pic stracił jednak niemalże pewne wicemistrzostwo na rzecz równego i konsekwentnego Brytyjczyka Luciano Bachety, zajmując ostatecznie 3. pozycję.

### Formuła Renault 3.5
W 2011 roku Pic rozpoczął starty w Formule Renault 3.5. W pierwszym sezonie startów Pic jeździł z francuskim zespołem Tech 1 Racing. Z dorobkiem 12 punktów Pic ukończył sezon na 23 pozycji w klasyfikacji generalnej.
W kolejnym sezonie startów Francuz zmienił ekipę na francuski DAMS. Dzięki zwycięstwu w niedzielnym wyścigu na torze Moscow Raceway, trzeciej pozycji w drugim wyścigu na torze Ciudad del Motor de Aragón oraz dobrym występom w pozostałych wyścigach Pic zdobył 102 punkty. Ostatecznie Arthur zajął 8 pozycję w klasyfikacji generalnej.
Na sezon 2013 Pic zmienił zespół na debiutujący w serii AV Formula. W ciągu 17 wyścigów raz, podczas niedzielnego wyścigu na Ciudad del Motor de Aragón, stanął na podium. Z dorobkiem 74 punktów uplasował się na ósmym miejscu w klasyfikacji kierowców.

### Seria GP2
Na sezon 2014 Francuz podpisał kontrakt z hiszpańską ekipą Campos Racing. Wystartował łącznie w 22 wyścigach, spośród których w trzech stawał na podium. W głównym wyścigu w Budapeszcie odniósł swoje pierwsze zwycięstwo w GP2. Uzbierał łącznie 124 punkty, które zapewniły mu 7. miejsce w końcowej klasyfikacji kierowców.
W drugim roku współpracy z zespołem zaliczył regres formy. Pic dziesięciokrotnie sięgał po punkty, dwukrotnie stając na średnim stopniu podium (w pierwszym wyścigu na belgijskim torze Spa-Francorchamps oraz w sprincie na włoskim obiekcie Autodromo Nazionale di Monza. Pozostał przy tym wyraźnie w cieniu zespołowego partnera, Indonezyjczyka Rio Haryanto, który zdobył 138 punktów w porównaniu do zaledwie 60 Francuza. W klasyfikacji generalnej uplasował się na 11. pozycji w stosunku do czwartej Haryanto.
W 2016 roku przeniósł się do włoskiej ekipy Rapax.

## Wyniki

### GP2
| Legenda oznaczeń w tabelach wyników Wyświetl szablon na nowej stronie | Legenda oznaczeń w tabelach wyników Wyświetl szablon na nowej stronie                                                                     |
| Oznaczenie                                                            | Wyjaśnienie |
| --------------------------------------------------------------------- | --- |
| Złoty                                                                 | Zwycięzca lub mistrzostwo |
| Srebrny                                                               | 2. miejsce lub wicemistrzostwo |
| Brązowy                                                               | 3. miejsce lub II wicemistrzostwo |
| Zielony                                                               | Ukończył, punktował (w klasyfikacji generalnej, gdy zdobył co najmniej jeden punkt na przestrzeni sezonu, poza trzema powyższymi opcjami) |
| Niebieski                                                             | Ukończył, nie punktował (w klasyfikacji generalnej, gdy nie zdobył co najmniej jednego punktu na przestrzeni sezonu)                      |
| Czerwony                                                              | Nie zakwalifikował się (NZ) |
| Czerwony                                                              | Nie prekwalifikował się (NPK) |
| Różowy                                                                | Nie ukończył (NU) |
| Różowy                                                                | Niesklasyfikowany (NS) (w klasyfikacji generalnej, gdy nie został sklasyfikowany w żadnym wyścigu sezonu)                                 |
| Czarny                                                                | Zdyskwalifikowany (DK) |
| Czarny                                                                | Wykluczony (WYK/EX) |
| Biały                                                                 | Nie wystartował (NW) |
| Biały                                                                 | Kontuzjowany (K/INJ) |
| Biały                                                                 | Wyścig odwołany (OD/C) |
| Bez koloru                                                            | Został wycofany (WYC/WD) |
| Bez koloru                                                            | Nie przybył (NP/DNA) |
| Bez koloru                                                            | Nie brał udziału w treningach (NT/DNP) |
| Bez koloru                                                            | Nie został zgłoszony (–) |
| Pogrubienie                                                           | Start z pole position |
| Kursywa                                                               | Najszybsze okrążenie wyścigu |
| †                                                                     | Nie ukończył, ale jego rezultat został zaliczony ze względu na przejechanie więcej niż 90% dystansu wyścigu.                              |
| *                                                                     | Sezon w trakcie |
| 1/2/3                                                                 | Punktowana pozycja w sprincie kwalifikacyjnym                                                                                             |
| Lista systemów punktacji Formuły 1                                    | |

| Rok  | Zespół        | Wyniki w poszczególnych eliminacjach | Wyniki w poszczególnych eliminacjach | Wyniki w poszczególnych eliminacjach | Wyniki w poszczególnych eliminacjach | Wyniki w poszczególnych eliminacjach | Wyniki w poszczególnych eliminacjach | Wyniki w poszczególnych eliminacjach | Wyniki w poszczególnych eliminacjach | Wyniki w poszczególnych eliminacjach | Wyniki w poszczególnych eliminacjach | Wyniki w poszczególnych eliminacjach | Wyniki w poszczególnych eliminacjach | Wyniki w poszczególnych eliminacjach | Wyniki w poszczególnych eliminacjach | Wyniki w poszczególnych eliminacjach | Wyniki w poszczególnych eliminacjach | Wyniki w poszczególnych eliminacjach | Wyniki w poszczególnych eliminacjach | Wyniki w poszczególnych eliminacjach | Wyniki w poszczególnych eliminacjach | Wyniki w poszczególnych eliminacjach | Wyniki w poszczególnych eliminacjach | Punkty | Pozycja |
| ---- | ------------- | ------------------------------------ | ------------------------------------ | ------------------------------------ | ------------------------------------ | ------------------------------------ | ------------------------------------ | ------------------------------------ | ------------------------------------ | ------------------------------------ | ------------------------------------ | ------------------------------------ | ------------------------------------ | ------------------------------------ | ------------------------------------ | ------------------------------------ | ------------------------------------ | ------------------------------------ | ------------------------------------ | ------------------------------------ | ------------------------------------ | ------------------------------------ | ------------------------------------ | ------ | ------- |
| 2014 | Campos Racing | BHR                                  | BHR                                  | ESP                                  | ESP                                  | MON                                  | MON                                  | AUT                                  | AUT                                  | GBR                                  | GBR                                  | DEU                                  | DEU                                  | HUN                                  | HUN                                  | BEL                                  | BEL                                  | ITA                                  | ITA                                  | RUS                                  | RUS                                  | ARE                                  | ARE                                  | 124    | 7       |
| 2014 | Campos Racing | 5                                    | 9                                    | 6                                    | 4                                    | 6                                    | 5                                    | 10                                   | 13                                   | 11                                   | 22                                   | 19                                   | NU                                   | 1                                    | 6                                    | 15                                   | 20                                   | 2                                    | 7                                    | 4                                    | 5                                    | 8                                    | 3                                    | 124    | 7       |
| 2015 | Campos Racing | BHR                                  | BHR                                  | ESP                                  | ESP                                  | MON                                  | MON                                  | AUT                                  | AUT                                  | GBR                                  | GBR                                  | HUN                                  | HUN                                  | BEL                                  | BEL                                  | ITA                                  | ITA                                  | RUS                                  | RUS                                  | BHR                                  | BHR                                  | ARE                                  |                                      | 60     | 11      |
| 2015 | Campos Racing | NU                                   | 10                                   | 9                                    | 8                                    | 4                                    | 6                                    | 9                                    | 11                                   | 14                                   | 16                                   | 13                                   | 10                                   | 2                                    | NU                                   | 7                                    | 2                                    | 8                                    | 13                                   | 10                                   | 16                                   | 17                                   |                                      | 60     | 11      |
| 2016 | Rapax         | ESP                                  | ESP                                  | MON                                  | MON                                  | AZE                                  | AZE                                  | AUT                                  | AUT                                  | GBR                                  | GBR                                  | HUN                                  | HUN                                  | GER                                  | GER                                  | BEL                                  | BEL                                  | ITA                                  | ITA                                  | MAL                                  | MAL                                  | ARE                                  | ARE                                  | 36     | 14      |
| 2016 | Rapax         | 13                                   | NU                                   | 10                                   | 9                                    | NU                                   | 8                                    | 9                                    | 18                                   | 14                                   | 11                                   | 5                                    | NU                                   | 4                                    | 3                                    | 14                                   | 22                                   | NU                                   | 11                                   | –                                    | –                                    | –                                    | –                                    | 36     | 14      |

### Formuła Renault 3.5
| Legenda oznaczeń w tabelach wyników Wyświetl szablon na nowej stronie | Legenda oznaczeń w tabelach wyników Wyświetl szablon na nowej stronie                                                                     |
| Oznaczenie                                                            | Wyjaśnienie |
| --------------------------------------------------------------------- | --- |
| Złoty                                                                 | Zwycięzca lub mistrzostwo |
| Srebrny                                                               | 2. miejsce lub wicemistrzostwo |
| Brązowy                                                               | 3. miejsce lub II wicemistrzostwo |
| Zielony                                                               | Ukończył, punktował (w klasyfikacji generalnej, gdy zdobył co najmniej jeden punkt na przestrzeni sezonu, poza trzema powyższymi opcjami) |
| Niebieski                                                             | Ukończył, nie punktował (w klasyfikacji generalnej, gdy nie zdobył co najmniej jednego punktu na przestrzeni sezonu)                      |
| Czerwony                                                              | Nie zakwalifikował się (NZ) |
| Czerwony                                                              | Nie prekwalifikował się (NPK) |
| Różowy                                                                | Nie ukończył (NU) |
| Różowy                                                                | Niesklasyfikowany (NS) (w klasyfikacji generalnej, gdy nie został sklasyfikowany w żadnym wyścigu sezonu)                                 |
| Czarny                                                                | Zdyskwalifikowany (DK) |
| Czarny                                                                | Wykluczony (WYK/EX) |
| Biały                                                                 | Nie wystartował (NW) |
| Biały                                                                 | Kontuzjowany (K/INJ) |
| Biały                                                                 | Wyścig odwołany (OD/C) |
| Bez koloru                                                            | Został wycofany (WYC/WD) |
| Bez koloru                                                            | Nie przybył (NP/DNA) |
| Bez koloru                                                            | Nie brał udziału w treningach (NT/DNP) |
| Bez koloru                                                            | Nie został zgłoszony (–) |
| Pogrubienie                                                           | Start z pole position |
| Kursywa                                                               | Najszybsze okrążenie wyścigu |
| †                                                                     | Nie ukończył, ale jego rezultat został zaliczony ze względu na przejechanie więcej niż 90% dystansu wyścigu.                              |
| *                                                                     | Sezon w trakcie |
| 1/2/3                                                                 | Punktowana pozycja w sprincie kwalifikacyjnym                                                                                             |
| Lista systemów punktacji Formuły 1                                    | |

| Rok  | Zespół        | Wyniki w poszczególnych eliminacjach | Wyniki w poszczególnych eliminacjach | Wyniki w poszczególnych eliminacjach | Wyniki w poszczególnych eliminacjach | Wyniki w poszczególnych eliminacjach | Wyniki w poszczególnych eliminacjach | Wyniki w poszczególnych eliminacjach | Wyniki w poszczególnych eliminacjach | Wyniki w poszczególnych eliminacjach | Wyniki w poszczególnych eliminacjach | Wyniki w poszczególnych eliminacjach | Wyniki w poszczególnych eliminacjach | Wyniki w poszczególnych eliminacjach | Wyniki w poszczególnych eliminacjach | Wyniki w poszczególnych eliminacjach | Wyniki w poszczególnych eliminacjach | Wyniki w poszczególnych eliminacjach | Punkty | Pozycja |
| ---- | ------------- | ------------------------------------ | ------------------------------------ | ------------------------------------ | ------------------------------------ | ------------------------------------ | ------------------------------------ | ------------------------------------ | ------------------------------------ | ------------------------------------ | ------------------------------------ | ------------------------------------ | ------------------------------------ | ------------------------------------ | ------------------------------------ | ------------------------------------ | ------------------------------------ | ------------------------------------ | ------ | ------- |
| 2011 | Tech 1 Racing | ARA                                  | ARA                                  | BEL                                  | BEL                                  | ITA                                  | ITA                                  | MON                                  | DEU                                  | DEU                                  | HUN                                  | HUN                                  | GBR                                  | GBR                                  | FRA                                  | FRA                                  | CAT                                  | CAT                                  | 12     | 23      |
| 2011 | Tech 1 Racing | NU                                   | 14                                   | 16                                   | 12                                   | NU                                   | 9                                    | 6                                    | 20                                   | 14                                   | 19                                   | 11                                   | 16                                   | 21                                   | 19                                   | NU                                   | 10                                   | 10                                   | 12     | 23      |
| 2012 | DAMS          | ARA                                  | ARA                                  | MON                                  | BEL                                  | BEL                                  | DEU                                  | DEU                                  | RUS                                  | RUS                                  | GBR                                  | GBR                                  | HUN                                  | HUN                                  | FRA                                  | FRA                                  | CAT                                  | CAT                                  | 104    | 8       |
| 2012 | DAMS          | NU                                   | 3                                    | 11                                   | 15                                   | NU                                   | 4                                    | NU                                   | 4                                    | 1                                    | NU                                   | 4                                    | 5                                    | 6                                    | NU                                   | 14                                   | 11                                   | 6                                    | 104    | 8       |
| 2013 | AV Formula    | ITA                                  | ITA                                  | ARA                                  | ARA                                  | MON                                  | BEL                                  | BEL                                  | RUS                                  | RUS                                  | AUT                                  | AUT                                  | HUN                                  | HUN                                  | FRA                                  | FRA                                  | CAT                                  | CAT                                  | 74     | 8       |
| 2013 | AV Formula    | 6                                    | 4                                    | 3                                    | NU                                   | 10                                   | 4                                    | NU                                   | 12                                   | 16                                   | 5                                    | 20                                   | 9                                    | NU                                   | 6                                    | 7                                    | NU                                   | NU                                   | 74     | 8       |

### Podsumowanie
| Sezon     | Seria                                 | Zespół                 | Wyścigi | Zwycięstwa | PP | NO | Podium | Punkty | Pozycja |
| --------- | ------------------------------------- | ---------------------- | ------- | ---------- | -- | -- | ------ | ------ | ------- |
| 2007      | Belgijska Formuła Renault 1.6         | Thierry Boutsen Racing | 4       | 0          | 0  | 0  | 0      | 0      | NS      |
| 2008      | Akademia Formuły Euro Series          | Formul'Academy         | 14      | 6          | 6  | 6  | 9      | 146,5  | 1       |
| 2009      | Europejski Puchar Formuły Renault 2.0 | SG Formula             | 14      | 0          | 0  | 0  | 0      | 27     | 10      |
| 2009      | Formuła Renault 2.0 WEC               | SG Formula             | 13      | 0          | 1  | 1  | 2      | 63     | 6       |
| 2010      | Europejski Puchar Formuły Renault 2.0 | Tech 1 Racing          | 16      | 4          | 7  | 4  | 8      | 127    | 3       |
| 2010      | Brytyjska Formuła Renault             | Tech 1 Racing          | 2       | 0          | 0  | 0  | 0      | 15     | 24      |
| 2011      | Formuła Renault 3.5                   | Tech 1 Racing          | 17      | 0          | 0  | 0  | 0      | 12     | 23      |
| 2012      | Formuła Renault 3.5                   | DAMS                   | 17      | 1          | 2  | 2  | 2      | 102    | 8       |
| 2013      | Formuła Renault 3.5                   | AV Formula             | 17      | 0          | 0  | 0  | 1      | 74     | 8       |
| 2013/2014 | MRF Challenge - Formula 2000          |                        | 9       | 2          | 1  | 4  | 7      | 138    | 3       |
| 2014      | Seria GP2                             | Campos Racing          | 22      | 1          | 0  | 0  | 3      | 124    | 7       |
| 2014      | European Le Mans Series               | Sebastien Loeb Racing  | 1       | 0          | 0  | 0  | 0      | 8      | 18      |
| 2015      | Seria GP2                             | Campos Racing          | 22      | 0          | 0  | 0  | 2      | 60     | 11      |
| 2016      | Seria GP2                             | Rapax                  | 18      | 0          | 0  | 0  | 1      | 36     | 14      |